# كومنولث (مصطلح)
ظهر مصطلح «الكومنولث»(بالإنجليزية: Commonwealth)‏ في القرن الخامس عشر. وهي كلمة أصلها بمعني الثروة المشتركة (بالإنجليزية: Common-wealth)‏ أو الرخاء الجماعي (بالإنجليزية: The common weal)‏ من المعني القديم لكلمة ثروة (بالإنجليزية: Wealth)‏ التي تعني السعادة أو الرخاء (بالإنجليزية: well-being)‏. ويعني المصطلح حرفياً الرخاء الجماعي. ولذلك فإن مصطلح الكمنولث يُطلق على دولة أو دولة يحكمها الشعب من أجل الشعب على عكس الدولة السلطوية التي تحكم من أجل طبقة معينة من الملاك. ولكن في الوقت الحاضر فالمصطلح أكثر عمومية ويعني تجمع سياسي (من أكثر من دولة).

## أمثلة
- دول الكومنولث
- اتحاد الدول المستقلة